# 캐논볼 (2021년 영화)
《캐논볼》은 2021년에 개봉한 대한민국의 영화이다.

## 캐스팅
- 김현목 : 현우 역
- 금해나 : 연정 역
- 강봉성 : 희철 역
- 정재용 : 민식 역
- 변준우 : 경훈 역
- 전운종 : 기자 역
- 고다연 : 형사 역
- 정미경 : 연정 모 역
- 김미승 : 현우 모 역
- 박세훈 : 군인 1 역
- 손용범 : 군인 2 역
- 이하정 : 경찰 (지구대) 역
- 신성철 : 경찰 2 (지구대) 역
- 김용빈 : 경찰 (학교) 역
- 전은미 : 식당 종업원 역
- 최호태 : 남선생 역
- 조수지 : 여선생 / 카페주인 역
- 이민경 : 여선생 역
- 박현식 : 교도관 1 역
- 서상덕 : 교도관 2 역
- 송찬우 : 수사관 1 역
- 김재한 : 수사관 2 역
- 강미선 : 꽃집 알바생 역
- 이희구 : 학교 학생들 역
- 이민경 : 학교 학생들 역
- 박선우 : 학교 학생들 역
- 강하영 : 학교 학생들 역
- 전수현 : 학교 학생들 역
- 권다솔 : 학교 학생들 역
- 박혜은 : 학교 학생들 역
- 최민철 : 학교 학생들 역
- 박우영 : 학교 학생들 역
- 방석민 : 학교 학생들 역
- 최수현 : 학교 학생들 역
- 조성호 : 학교 학생들 역
- 장위지 : 학교 학생들 역
- 윌리엄 백 우 : 학교 학생들 역
- 최준호 : 기자들 역
- 추국현 : 기자들 역
- 조준희 : 기자들 역
- 이준 : 기자들 역
- 안미진 : 기자들 역
- 유영란 : 기자들 역
- 김한솔 : 카페손님 역
- 박용덕 : 카페손님 역
- 김승진 : 카페손님 역
- 이창훈 : 카페손님 역
- 김대식 : 카페손님 역
- 박경주 : 카페손님 역
- 최한솔 : 카페손님 역
- 조아라 : 카페손님 역
- 황수빈 : 카페손님 역
- 지민정 : 카페손님 역
- 김은주 : 카페손님 역
- 김현송 : 식당손님 역
- 박윤주 : 식당손님 역
- 송태완 : 식당손님 역
- 이나경 : 식당손님 역
- 김다정 : 식당손님 역
- 김의동 : 펜션주인 역
- 장위지 : 오락실 손님 역
- 이선율 : 오락실 손님 역
- 정한결 : 오락실 손님 역